# Sapol Assawamunkong
Sapol Assawamunkong (tiếng Thái: สพล อัศวมั่นคง, phiên âm: Sa-pon Át-sa-va-man-khong, sinh ngày 6 tháng 12 năm 1993) còn có nghệ danh là Great (เกรท) là diễn viên, người mẫu người Thái Lan.

## Tiểu sử
Great Sapol từng tham gia hai bộ phim "Por Yung Lung Mai Wahng - Bố Bận, Bác Cũng Không Rảnh" và "Rak Wan Ban Wun", nhưng đã có lực lượng fan hùng hậu nhờ ngoại hình xuất chúng. Great từng thắng giải tại cuộc thi người mẫu The Cleo Most Eligible Bachelor năm 2016, là cử nhân Ngành quản lý công nghiệp công nghệ của Viện quốc tế Sirindhorn thuộc trường Đại học Thammasat. Great là fan ruột của Lisa (Black Pink).
Năm 2018, Great ký hợp đồng với đài Channel 7 và trở thành diễn viên độc quyền của Đài. Vai diễn nổi bật là phim Song Naree (Sóng gió song sinh) và Prom Pissawat (Định mệnh trái ngang).

## Các bộ phim đã từng tham gia

### Phim truyền hình
| Năm  | Phim                                          | Vai               | Đóng với                                     | Đài   |
| ---- | --------------------------------------------- | ----------------- | -------------------------------------------- | ----- |
| 2017 | Por Yung Lung Mai Wahng Bố bận bác không rảnh | Cao Cao           | (khách mời)                                  | CH3   |
| 2018 | Rak Wan Ban Wun                               | Saoek             | Thanyawee Chunhasawasdikul                   | CH7   |
| 2018 | Jao Sao Chang Yon Cô dâu thợ máy              | Theeranun         |                                              | CH7   |
| 2019 | Lhong Ngao Jun Lạc dưới bóng trăng            | Plathip           |                                              | CH7   |
| 2019 | Song Naree Sóng gió song sinh                 | Wisarn / "Sarn"   | Peechaya Wattanamontree                      | CH7   |
| 2020 | Tawan Arb Dao Ánh dương chìm đắm vì sao       | Mek               | Patsita Athianantasak                        | CH7   |
| 2020 | Prom Pissawat Định mệnh trái ngang            | Arnon (Non)       | Kharittha Sungsaopath                        | CH7   |
| 2020 | Rahut Rissaya Mật mã đố kỵ                    | Thanakon          | Chermawee Suwanpanuchoke                     | CH7   |
| 2022 | Sao 5 Ngũ thần                                | Gring Klongtakien | Nuttacha Chayangkanon                        | CH7   |
| 2022 | Krong Nampeung Bẫy tình giam cầm              | Saknarong         | Maria "Sky" Hoerschler                       | CH7   |
| 2023 | Beauty Newbie                                 | Saint             | Pimchanok Leuwisedpaiboon, Yongwaree Anilbol | GMMTV |

### Series
| Năm  | Phim                               | Vai                               | Đài   | Đóng với          |
| ---- | ---------------------------------- | --------------------------------- | ----- | ----------------- |
| 2015 | Room Alone 2                       | Key                               | OneHD |                   |
| 2017 | Bangkok Love Stories: Please       | Pong                              | GMM25 |                   |
| 2020 | Manner of Death Câu đố của tử thần | Jirapat Pholprasert (Inspector M) | WeTV  |                   |
| 2022 | Catch Me Baby                      | Pat                               | WeTV  | Sakolrat Wornurai |

### Phim ngắn
| Năm  | Tựa                                              | Vai                 | Đài |
| ---- | ------------------------------------------------ | ------------------- | --- |
| 2020 | The sky has eyes when... the only one who misses | Shrimp / Pee Shrimp | CH7 |

### Phim điện ảnh
| Năm  | Phim                                  | Vai   | Đóng với                                       |
| ---- | ------------------------------------- | ----- | ---------------------------------------------- |
| 2019 | Inhuman Kiss Nụ hôn ma quái           | Jerd  | Oabnithi Wiwattanawarang, Phantira Pipityakorn |
| 2021 | Ayothaya Maha Raruay Om! Crush on You | Thong | Jirayu Tangsrisuk, Maylada Susri               |

### MV
- หลุมรัก (Loom Ruk) - Instinct
- ไว้ใจ (Wai Jai) - KLEAR
- ไกลเท่าเดิม (Glai Tao Derm) - Instinct
- ทานข้าวกันไหม (Tahn Kao Gun Mai) - Palaphol Pholkongseng (đóng với Namthip Jongrachatawiboon)
- SRY - F.HERO Ft. Maiyarap (Prod. By DeejayB)
- พูดเหมือนจำ ทำเหมือนเดิม (Poot Meuan Jum Tum Meuan Derm) - New Jiew (đóng với Mookda Narinrak)
- หมดความหมาย (Mod Kwahm Mai) - POTATO (đóng với Thanapob Leeratanakajorn & Yeena Salas)

### Ca khúc
- รักหวานบ้านวุ่น (OST Rak Wan Ban Wun) - ft Thanyawee Chunhasawasdikul
- ในเมื่อมันคือรัก / Nai Meua Mun Keu Ruk (Ost.Jao Sao Chang Yon / Cô dâu thợ máy) - ft Korakot Tunkaew
- ปันรัก "ด้วยสองมือเรา" - ft CH7 Stars
- นอกสายตา / Nauk Sai Tah (Ost.Prom Pissawat / Định mệnh trái ngang)
- คิดได้ / Kit Dee (Too Little, Too Late) - ft KAO (Noppakao Dechaphatthanakun)